# Sinagoga de Mouansa
La Sinagoga de Mouansa (en árabe: معبد موانسة) es un edificio religioso judío que está situado en el pueblo de Mouansa, situado justo al oeste de Zarzis, en el país africano de Túnez.
La sinagoga, junto con el cementerio judío cercano, es todo lo que queda de la comunidad judía de la aldea, que se disolvió durante la década de 1970.